# Ilson Cedric Borges de Acácio Lima
Ilson Cedric Borges de Acácio Lima (Salvador, 14 febbraio 1998) è un calciatore brasiliano, difensore del Londrina.

## Caratteristiche tecniche
È un terzino destro.

## Carriera
Cresciuto nelle giovanili del Vitória, ha esordito in prima squadra l'8 febbraio 2017 in occasione del match di Coppa del Brasile vinto 2-0 contro il Luziânia.

## Statistiche

### Presenze e reti nei club
Statistiche aggiornate al 23 settembre 2018.
| Stagione        | Squadra         | Campionato      | Campionato | Campionato | Coppe nazionali | Coppe nazionali | Coppe nazionali | Coppe continentali | Coppe continentali | Coppe continentali | Altre coppe | Altre coppe | Altre coppe | Totale | Totale | Totale |
| Stagione        | Squadra         | Comp            | Pres       | Reti       | Comp            | Pres            | Reti            | Comp               | Pres               | Reti               | Comp        | Pres        | Reti        | Pres   | Reti   |        |
| --------------- | --------------- | --------------- | ---------- | ---------- | --------------- | --------------- | --------------- | ------------------ | ------------------ | ------------------ | ----------- | ----------- | ----------- | ------ | ------ | ------ |
| 2017            | Vitória         | PD/BA+A         | 0          | 0          | CB              | 1               | 0               |                    | -                  | -                  | CDN         | 1           | 0           | 2      | 0      |        |
| 2018            | Vitória         | PD/BA+A         | 0+5        | 0          | CB              | 0               | 0               |                    | -                  | -                  | CDN         | 1           | 0           | 6      | 0      |        |
| Totale carriera | Totale carriera | Totale carriera | 5          | 0          |                 | 1               | 0               |                    | -                  | -                  |             | 2           | 0           | 8      | 0      |        |